# Michail Kalasjnikov
Michail Timofejevitj Kalasjnikov (rysk kyrilliska: Михаил Тимофеевич Калашников), född 10 november 1919 i Kurja i Sovjetunionen, död 23 december 2013 i Izjevsk i Ryssland, var en sovjetisk vapeningenjör, militäringenjör, författare och general. Kalasjnikov är mest känd då han 1947 skapade automatvapnet automatkarbin-47, AK-47.
Från 1949 bodde och arbetade Michail Kalasjnikov i Izjevsk. Hans son, Viktor Kalasjnikov, blev även han senare vapenkonstruktör.

## Bakgrund
Kalasjnikov föddes i en syskonskara på 19 barn i en fattig jordbrukarfamilj, som deporterades till en straffkoloni i Sibirien 1932. När den unge Kalasjnikov rymde från kolonin 1937 började han sin ingenjörsbana genom en lärlingsplats på en tågverkstad, där han fick möjlighet att lära sig mycket om teknik. 1941 blev han inkallad till Röda armén, där han tjänstgjorde som stridsvagnsbefäl med graden sergeant under de första månaderna av Operation Barbarossa. Den 13 november samma år blev han svårt skadad, då fordonet han satt i blev träffat, och han kallades hem från frontlinjen.

## Vapenkarriär

### Utveckling av Ak-47
Under sjukhusvistelsen fick Kalasjnikov idén om ett särskilt vapen för soldater i stridsvagnar och andra bepansrade fordon med deras speciella brist på utrymme. Han skapade sina första vapenritningar och försök på sjukhuset. Dessa visade han för den sovjetiska vapenindustrin, och senare började han på en vapenverkstad på Moskvas flyginstitut där han tillsammans med vapentekniker fick möjlighet att utveckla sin idé. Han utvecklade flera uppfinningar för stridsvagnar, bland annat en funktion som räknade antalet skott som hade avlossats. Inom några år hade han befordrats till chefsingenjör med betydligt mer resurser att arbeta med.
Efter ett antal försöksversioner blev AK-47 färdig 1947, och den började tillverkas och tillfördes de sovjetiska förbanden från 1949.

### Övriga vapen
Kalasjnikov, som var självlärd uppfinnare, steg i graderna till chefsdesigner för handeldvapen inom den sovjetiska armén.
Senare i sin karriär utvecklade han en grupp automatvapen som var varianter på AK-47, som blev känd som RPK (ручной пулемёт Калашникова ”Kalasjnikov lätta maskingevär”), och även PK (пулемёт Калашникова ”Kalasjnikov maskingevär”). Till PK användes samma kraftfulla och stora gevärspatroner som användes för Mosin–Nagantgeväret. Patronerna laddades från bältet i stället för med magasin men i övrigt så var det samma design. Dessa vapen var inte lika populära som AK-serien, vilken fortfarande används i stor omfattning.

## Utmärkelser
Kalasjnikov mottog en mängd hedersutmärkelser från Josef Stalin, Nikita Chrusjtjov, Leonid Brezjnev, Boris Jeltsin och Vladimir Putin. Han blev bland annat utnämnd till Socialistiska arbetets hjälte för sina exceptionella bidrag till landets ekonomi och kultur två gånger (1958 och 1967), och 1998 belönades han för sina utomordentliga civila och militära meriter med Andreasorden.
Hans militära grad var generallöjtnant och han var även teknologie doktor.

## Vodka
Kalasjnikov fick ett eget vodkamärke uppkallat efter sig och var själv med i företagsstyrelsen, som hedersmedlem. Företaget är Londonbaserat.